# 邵言綸
邵言綸，福州連江县万石铺人，清朝政治人物。同進士出身。
康熙四十八年（1709年），登進士，擔任河南省息县知县。